# Jørg Tofte Jebsen
Jørg Tofte Jebsen (27 de abril de 1888 – 7 de janeiro de 1922) foi um físico norueguês. Descobriu e publicou um teorema fundamental sobre a relatividade geral, o teorema de Birkhoff (relatividade). Este resultado foi redescoberto por George David Birkhoff alguns anos depois.